# Tong Li Publishing
Tong Li Publishing Co. (chino: 東立出版社, Hanyu Pinyin : Dōng Lì Chūbǎnshè), más conocida como Tong Li Comics, es una editorial que distribuye una variedad de cómics nacionales e importados en Taiwán.

## Historia
Tong Li se fundó en Tainan, Taiwán en 1977 con apenas nueve empleados. Tong Li entró en el negocio editorial como vendedor de cómics copiados ilegalmente. "Durante quince años, Tong Li fue el mayor productor de cómics pirateados, rehaciendo más de 1.000 títulos en total, y durante parte de ese tiempo, cincuenta al mes".
El método de operación original de Tong Li era conseguir nuevos cómics de distribuidores japoneses, reemplazar el texto japonés con chino tradicional y "dibujar sujetadores en personajes de mujeres desnudas y modificar, hasta lo que pudieran hacer, paneles explícitamente sexuales o violentos". El director de Tong Li, Fang Wan-nan (范萬楠), "se refirió en broma a sí mismo como el 'rey de los cómics pirateados'".
A pesar de la tendencia a violar los derechos de autor, Tong Li obtuvo la primera licencia legal de Taiwán para manga japonés con Cipher de Minako Narita de Hakusensha en 1989, y siguió con Akira de Katsuhiro Otomo de Kōdansha en 1991. Una ley taiwanesa de 1992 que fortalecía la aplicación de los derechos de autor de los cómics obligó a Tong Li a abandonar la copia y desarrollar contenido original además de adquirir licencias por medios legales, momento en el que comenzó a publicar las revistas Dragon Youth (龍少年月刊) y Star ★ Girls (星少女月刊): títulos que conservaron la considerable influencia del manga japonés. Actualmente lanza más de 100 títulos de manga con licencia al mes, incluidos One Piece, Bleach, Naruto, Sket Dance, Hunter × Hunter, Gintama, Shijō Saikyō no Deshi Ken'ichi, Skip Beat! y más.